# Cobra, le film
Pour plus de détails, voir Fiche technique et Distribution.
Cobra est un film d'animation réalisé par Osamu Dezaki pour le studio d'animation TMS Entertainement, adapté du manga de Buichi Terasawa, en 1982.
Cobra - Le film a été réalisé quelques mois avant la série télévisée, en 1982, bénéficiant d'un budget élevé, rare pour l'époque, et d'une réalisation de qualité.

## Synopsis
Myrus est une planète qui a la particularité de ne pas être reliée à un système puisque c'est une planète artificielle, tout comme son atmosphère. Elle « voyage » en fait à travers l'espace. Il y a un siècle environ, elle entra dans une région hostile où la guerre régnait entre deux peuples. Frappée par des armes dévastatrices, toute vie disparut de la surface de Myrus, sauf 3 survivantes : Jane, Catherine et Dominique, les trois filles de la reine de Myrus. Pour reprendre la succession, il n'y a que deux solutions : soit les 3 sœurs tombent amoureuses du même homme, pour pouvoir « fusionner » en une seule entité, soit il ne doit en rester qu'une seule encore en vie sur les 3. Jane, devenue chasseuse de primes, rencontre Cobra et tombe amoureuse de lui. Elle lui demande alors de l'aider à délivrer Catherine, prisonnière du terrible Lord Nekron…

## Fiche technique
- Titre :  Space Adventure Cobra - Le Film
- Titre original : SPACE・ADVENTURE コブラ
- Réalisation : Osamu Dezaki
- Scénario : Haruya Yamazaki d'après le manga Cobra de Buichi Terasawa
- Directeur animation : Akio Sugino
- Conception des personnages : Shichiro Kobayashi
- Compositeur : Osamu Shôji (VO) - Yello (VF, VA)
- Date de sortie : 3 juillet 1982 (au Japon) - 1995 (France)
- Film japonais
- Format : Film d'animation
- Genre : Science-fiction
- Durée : 95 minutes
- Public : adultes et adolescents

## Distribution des voix

### Version japonaise
- Shigeru Matsuzaki : Cobra
- Yoshiko Sakakibara : Lady
- Jun Fubuki : Dominique
- Toshiko Fujita : Catherine
- Akiko Nakamura : Jane
- Reiko Tajima : Sandra
- Akira Kume : Toporo
- Goro Mutsumi : Crystal Bowie

### Version française
- Jean-Claude Montalban : Cobra
- Séverine Morisot : Jane
- Laurence Crouzet : Dominique et Nadia
- Franck Capillery : Topolof
- Laurence Dourlens : Catherine
- Malvina Germain
- Gérard Berner : Necron